# Gyrinus suffriani
Gyrinus suffriani là một loài bọ cánh cứng trong họ van Gyrinidae. Loài này được Scriba miêu tả khoa học năm 1855.